# Yankee Hotel Foxtrot
Yankee Hotel Foxtrot je četvrti studijski album američkog alt-rock sastava Wilco. Dovršen je 2001., ali ga je izdavačka kuća Reprise Records, podružnica Warner Music Groupa, odbila objaviti. Wilco je dobio prava na album nakon što su napustili kuću. Wilco je u rujnu 2001. cijeli album objavio na internetu. U studenom iste godine sastav je potpisao ugovor s Nonesuch Recordsom (još jednom podružnicom Warnera), a album je službeno objavljen 23. travnja 2002.
Yankee Hotel Foxtrot ostvario je kritički i komercijalni uspjeh; s 500.000 prodanih primjeraka u SAD-u to je najprodavaniji album sastava, a 2002. se popeo na vrh kritičkog izbora Pazz and Jop. U mnogim je publikacijama proglašen jednim od najboljih albuma 2000-ih. Bio je to prvi album Wilca s bubnjarom Glennom Kotcheom te posljednji s multiinstrumentalistom i tekstopiscem Jayom Bennettom i bubnjarom Kenom Coomerom. 

## Kontekst
Wilco je u svibnju 2002. bio na promotivnoj turneji za Mermaid Avenue Vol. II kad je Jeff Tweedy bio pozvan da svira na festivalu Noise Pop u Chicagu. Promotor festivala ponudio mu je suradnika po želji, a Tweedy je odlučio surađivati s Jimom O'Rourkeom. Tweedy je prethodne zime tijekom putovanja često u svojem autu puštao O'Rourkeov album Bad Timing. O'Rourke je bio poznati producent, ali i glazbenik te je producirao više od 200 albuma prije nego što je Tweedy tražio suradnju. O'Rourke je ponudio usluge bubnjara Glenna Kotchea, a trojac je svirao 14. svibnja 2000. na festivalu. Tweedyju se toliko svidjela izvedba da je predložio da njih trojica snime zajednički album. Izabrali su ime Loose Fur i sljedećeg ljeta snimili šest pjesama.
Sastav je do kraja godine snimio dovoljno demopjesama da objave četvrti studijski album (radni naslov bio je Here Comes Everybody), ali je sastav bio nezadovoljan s nekim verzijama pjesama. To je pripisano neprilagodljivosti bubnjanja Kena Coomera. Sastav je odlučio u studio dovesti Kotchea. Wilco je službeno zamijenio Coomera Kotcheom u siječnju 2001. Bila je to odluka koju je prvotno predložio Tweedy, a gotovo smjesta prihvatili su je i ostali članovi sastava.
Jay Bennett snimio je cijeli album s Chrisom Brickleyjem, a nakon njihova propalog pokušaja miksanja i preslušavanja "audicijskog miksa", Bennett i Tweedy složili su da bi O'Rourke bio dobar izbor za miksanje albuma. Jedan od sukoba, prikazan u filmu I Am Trying to Break Your Heart: A Film About Wilco, bio je oko prijelaza dugog deset sekundi između "Ashes of American Flags" i "Heavy Metal Drummer". Bennett je pokušavao objasniti Tweedyju da postoji nekoliko pomalo različitih načina kako pristupiti prijelazu, od kojih je svaki davao različiti rezultat, dok je Tweedy objašnjavao kako samo želi popraviti problem te ga nije zanimalo shvaćanje različitih pristupa. Bennett se koncentrirao na pojedine pjesme, a Tweedy na veće konceptualne i tematske probleme kako bi pokušao podijeliti rad koji je dobro funkcionirao na četiri izdanja za koja su zajednički napisali materijal. Kako bi ostvario glazbene ciljeve sastava, Tweedy je pozvao O'Rourkea u studio da miksa "I Am Trying to Break Your Heart", a rezultati su oduševili članove sastava. O'Rourkeu je zatim povjereno miksanje ostatka albuma.
Omot albuma je slika Marina Cityja u Chicagu. Album je dobio ime po nizu slova u radijskoj abecedi koju je Tweedy slušao na box setu The Conet Project: Recordings of Shortwave Numbers Stations koji je objavila engleska diskografska kuća Irdial-Discs. Na četvrtoj pjesmi s albuma žena neprekidno ponavlja riječi "Yankee Hotel Foxtrot"; isječak iz te pjesme ubačen je u pjesmu s Yankee Hotel Foxtrota "Poor Places". Irdial je tužio Wilco zbog povrede autorskih prava, a postignuta je izvansudska nagodba. Nakon dovršetka albuma, Tweedy je odlučio izbaciti Bennetta iz sastava kako bi se otvorilo mjesto za O'Rourkea. Album je dovršen 2001., a Tweedy je vjerovao da je spreman za objavljivanje.

### I Am Trying to Break Your Heart
Fotograf iz Los Angelesa Sam Jones kontaktirao je 2000. Wilco zbog produkcije dokumentarnog filma o produkciji Yankee Hotel Foxtrota. Jones je snimio više od 80 sati materijala za I Am Trying to Break Your Heart (nazvanog po uvodnoj pjesmi na Yankee Hotel Foxtrot), počevši od dana kad je Coomer otpušten iz sastava. Materijal je srezan na 92 minute, a film je 2002. objavljen u kinima. Dokumentarac je dočekan uglavnom pozitivnim recenzijama.

## Otkaz u Reprise Recordsu
AOL se 2001. spojio s Time Warnerom kako bi stvorili AOL Time Warner. Od sredine devedesetih udio glazbenog tržišta Time Warnera smanjio se gotovo pet posto, a novi šefovi naredili su otpuštanje 600 zaposlenika. Jedan od njih bio je i predsjednik Reprise Recordsa Howie Klein, koji je snažno podržavao Wilco. Nakon njegova odlaska odluku o objavljivanju Yankee Hotel Foxtrota preuzeo je predstavnik službe za traženje novih talenata David Kahne. Kahne je zadužio zaposlenika svojeg odjela, Mia Vukovica, da nadzire napredak albuma. Vukovic nije bio zadovoljan albumom jer se njegove sugestije nisu uvažavale. Kahne je htio radijski singl, ali je smatrao kako nijedna pjesma s albuma nije pogodna za komercijalno objavljivanje. U lipnju 2001. album je službeno odbijen, a Vukovic je predložio sastavu da album objave nezavisno.
Josh Grier, odvjetnik Wilca, uspio je dogovoriti otkup sastava iz Reprisea. Sastav je mogao zadržati prava na album uz naknadu od 50.000 dolara. Prije nego što je Wilco prihvatio ponudu, Reprise je pozvao sastav i ponudio članovima prava na Yankee Hotel Foxtrot besplatno. Unatoč pokušajima Reprisea da se riješe Wilca bez privlačenje pozornosti, u Chicagu Tribuneu je objavljen članak u kojem je opisano što se dogodilo.
Wilco je namjeravao objaviti album 11. rujna 2001., ali Tweedy nije htio da promjena u izdavačkim kućama značajno odgodi izlazak albuma. Nekoliko tjedana nakon što je sastav izašao iz Reprisea i nakon što ga je napustio Jay Bennett, na mrežama za razmjenu datoteka pojavile su se pjesme s albuma u MP3 obliku. Kako bi obeshrabrio širenje nekvalitetnih MP3 datoteka i zadržao nešto kontrole nad distribucijom albuma, Wilco je 18. rujna 2001. cijeli album objavio na svojoj službenoj internetskoj stranici. Stranica wilcoworld.net zabilježila je više od 50.000 posjeta tog dana, osam puta više od uobičajenog prometa. Posjet stranici u sljedećih se nekoliko mjeseci učetverostručio. Turneja koja je uskoro uslijedila bila je financijski uspješna, a članovi sastava primijetili su kako obožavatelji pjevaju neobjavljene pjesme s albuma.

## Izdanje Nonesuch Recordsa
Za pravo na objavljivanje Yankee Hotel Foxtrot borile su se i nezavisne i velike diskografske kuće, uključujući Artemis Records i Nonesuch Records. Tweedy je odbio ponude izdavača koje na popisu izvođača nisu imali glazbenike po njegovu ukusu. Ignorirao je i male nezavisne kompanije jer je htio ponuditi album široj publici te smatrao da one ne bi bile u mogućnosti ponuditi nakladu veću od 100.000 primjeraka. Wilco je u studenom 2001. odlučio potpisati s podružnicom AOL Time Warnera, Nonesuch Records, temeljeći odluku na skromnosti kuće i prijateljskoj atmosferi koja je u njoj vladala u odnosu prema glazbenicima. Sastav je tako snimio i producirao Yankee Hotel Foxtrot s Repriseom, besplatno dobio prava na album, a onda ih je prodao natrag drugoj podružnici AOL Time Warnera.
Yankee Hotel Foxtrot doživio je komercijalnu objavu u izdanju Nonesuch Recordsa 23. travnja 2002. Tijekom prvog tjedna album je prodan u 55.573 primjerka, zauzevši 13. poziciju liste Billboard 200. Zaradio je zlatnu certifikaciju, a prodan je u više od 590.000 primjeraka.
Uz australsko izdanje albuma objavljen je EP More Like the Moon (poznat i kao Bridge i Australian). Sastojao se od šest pjesama koje su snimljene tijekom snimanja albuma, ali nisu objavljene. Na prvu godišnjicu objavljivanja albuma sastav je objavio EP na svojoj službenoj stranici i ponudio ga za besplatno preuzimanje onima koji su kupili album. Kasnije je ponuđen besplatno i onima koji nisu kupili album.

## Prijem
Album je dobio pozitivne kritike u medijima kao što su Rolling Stone i BBC. Yankee Hotel Foxtrot izabran je za album godine u kritičarskom izboru The Village Voicea Pazz & Jop. Brent Sirota s Pitchfork Media ocijenio je album sa savršenih 10,0, istaknuvši da je album "jednostavno remek-djelo". David Fricke iz Rolling Stonea hvalio je paralele s psihodelijom dok je kritičar Allmusica Zac Johnson istaknuo njegovu glazbenu složenost.
Trouser Press bio je jedan od rijetkih medija u kojem album nije zaradio pozitivnu kritiku, u kojoj se ističe da je "više vremena provedenog u spisateljskom laboratoriju moglo rezultirati time da materijal bude prikladniji očiglednom uloženom studijskom trudu te dovesti Wilco do stvaranja uistinu sjajnog albuma". Robert Christgau dao je albumu jednu zvjezdicu uz časno spominjanje, rekavši da su mu stihovi dosadni.
Iako je Yankee Hotel Foxtrot snimljen prije terorističkih napada 11. rujna 2001., kritičari su na albumu primijetili aluzije na napade. Na primjer, Jeff Gordinier iz Entertainment Weeklyja usporedio je dva tornja Marina Cityja s tornjevima World Trade Centera.
Album je 2006. uvršten na 100. poziciju u izboru najboljih albuma svih vremena časopisa Q. 2008. godine kritičar Rolling Stonea Tom Moon naveo je Yankee Hotel Foxtrot na popisu 1,000 Recordings to Hear Before You Die.
Yankee Hotel Foxtrot pronašao se na mnogim popisima najboljih albuma 2000-ih. Rolling Stone ga je uvrstio na treće mjesto 100 najboljih albuma desetljeća. Pitchfork Media ga je stavio na broj četiri Top 200 albuma 2000-ih. Isti je portal "Poor Places" i "Jesus, Etc." uvrstio na 147. i 61. mjesto najboljih pjesama desetljeća. Paste je proglasio album drugim najboljim u desetljeću.

## Popis pjesama
Tekstovi: Jeff Tweedy. 
| Br. | Skladba                           | Skladatelj      | Trajanje |
| --- | --------------------------------- | --------------- | -------- |
| 1.  | »I Am Trying to Break Your Heart« | Tweedy          | 6:57     |
| 2.  | »Kamera«                          | Tweedy, Bennett | 3:29     |
| 3.  | »Radio Cure«                      | Tweedy, Bennett | 5:08     |
| 4.  | »War on War«                      | Tweedy, Bennett | 3:47     |
| 5.  | »Jesus, Etc.«                     | Tweedy, Bennett | 3:50     |
| 6.  | »Ashes of American Flags«         | Tweedy, Bennett | 4:43     |
| 7.  | »Heavy Metal Drummer«             | Tweedy          | 3:08     |
| 8.  | »I'm the Man Who Loves You«       | Tweedy, Bennett | 3:55     |
| 9.  | »Pot Kettle Black«                | Tweedy, Bennett | 4:00     |
| 10. | »Poor Places«                     | Tweedy, Bennett | 5:15     |
| 11. | »Reservations«                    | Tweedy          | 7:22     |

## Osoblje
- Jeff Tweedy - vokali, gitara
- Jay Bennett - gitara, klavijature, vokali, bubnjevi, bas, inženjer zvuka
- John Stirratt - bas-gitara
- Glenn Kotche - bubnjevi, udaraljke
- Frederick Lonberg-Holm - čelo
- Leroy Bach, Ken Coomer, Jessy Greene - suradnici
- Jim O'Rourke - inženjer zvuka, mikser
- Steve Rooke - mastering
- Chris Brickley - inženjer zvuka
- Chris Buckley - inženjer zvuka
- Sam Jones - fotografija
- Lawrence Azerrad - dizajn, umjetnička režija